# 위다웃 리모스
《위다웃 리모스》(영어: Without Remorse)는 미국에서 제작된 스테파노 솔리마 감독의 2021년 액션 스릴러 영화이다. 마이클 B. 조던, 제이미 벨 등이 출연하였다.

## 줄거리
시리아 알레포에서 바샤르 알아사드를 지지하는 무장 단체에게 납치된 것으로 추정되던 중앙정보국(CIA) 첩보원을 구출한 네이비 실 특수 작전 팀은 납치범들이 실은 러시아 군이라는 걸 알게 된다.
이후 러시아 연방보안국 첩보원들은 복수를 위해 팀원들을 살해하고, 팀원 존 켈리의 집에도 침입한다. 존은 한 명을 제외한 침입자 전원을 죽이지만 결국 임신한 아내 팸은 사망하고 존 본인도 사경을 헤매게 된다.
신냉전이 우려되는 상황에서 존은 일전에 가택 침입에서 살아남은 러시아인이 전 스페츠나츠 빅토르 리코프이며 그가 무르만스크에 숨어있다는 걸 알게 된다. 존은 팀장 캐런 그리어 소령, CIA 비밀 첩보팀과 함께 빅토르 리코프 생포 작전에 투입된다.
그러나 사실 리코프는 CIA에서 극비로 심어놓은 인물이었고, 완벽한 미국 영어를 구사하는 리코프는 미국을 향한 애국심을 고백하며 폭탄을 터트려 자살한다. 이들이 저격수들에게 포위된 상황에서 러시아 경찰까지 출동하고, 탈출 과정에서 일부가 사망한다. 이들은 이 작전이 처음부터 러시아 땅에서 미국 군인들이 죽는 상황을 연출해 양국간 전쟁을 일으킬 구실로 삼으려는 공작이었음을 깨닫는다.
죽은 것으로 처리된 존은 워싱턴 D.C.로 돌아와 국방부 장관 클레이를 위협한다. 클레이는 전쟁으로 경제 부흥을 도모하고 미국인들이 외부에 있는 공동의 적을 상대하며 하나로 뭉치게 하려는 의도였다고 고백하는데...

## 출연
- 마이클 B. 조던 - 존 켈리 상사 역
- 제이미 벨 - 로버트 리터 역
- 조디 터너스미스 - 캐런 그리어 소령 역
- 로런 런던 - 팸 켈리 역
- 브렛 겔먼 - 빅토르 리코프(빅터 라이코프) 역
- 제이컵 시피오 - 해칫 역
- 잭 케시 - 선더 역
- 콜먼 도밍고 - 웨스트 목사 역
- 가이 피어스 - 클레이 장관 역
- 토드 러산스 - 댈러스 역
- 캠 지간데이 - 키스 웨브 역
- 루크 미첼 - 라우디 킹 역